# NGC 3414
NGC 3414 (другие обозначения — UGC 5959, MCG 5-26-21, ZWG 155.29, ARP 162, PRC C-35, PGC 32533) — линзообразная галактика (SB0) в созвездии Малый Лев.
Этот объект входит в число перечисленных в оригинальной редакции «Нового общего каталога».
Галактика NGC 3414 входит в состав группы галактик NGC 3504. Помимо NGC 3414 в группу также входят NGC 3380, NGC 3400, NGC 3418, NGC 3451, NGC 3504, NGC 3512, UGC 5921 и UGC 5958.
Галактика имеет пекулярную морфологию и включена в Атлас пекулярных галактик как Arp 162. Внешний диск практически перпендикулярен лучу зрения, а внутренний диск имеет более высокую эллиптичность и, возможно, центральную перемычку. 
В Атласе галактик де Вокулера указывается, что видимая перемычка на самом деле может быть полярным кольцом — богатым газом кольцом, перпендикулярном плоскости галактики, и являющимся возможным продуктом взаимодействия галактик.  
В галактике обнаружен радиоисточник, который питается от активного галактического ядра.